# Karin Angele
Karin Dagmar Angele (* 1965 in Ulm), auch Karin D Angele, ist eine deutsche Filmschauspielerin sowie Synchronsprecherin.

## Biografie
Karin Angele absolvierte zunächst eine Lehre als Damenschneiderin und war nach der Gesellenprüfung eine begrenzte Zeit lang in diesem Beruf tätig. Ab 1988 studierte sie erst an der Freien Kunstschule Stuttgart Malerei und Zeichnung. Anschließend studierte sie Modedesign an der Fachhochschule für Gestaltung und Design in Trier. Während des Mode-Design-Studiums erhielt sie zahlreiche Stipendien an der Europäischen Akademie für Bildende Kunst und folgte zeitgleich ihren schauspielerischen Ambitionen. Mit den Preisen, die sie mit ihrer Diplomarbeit Rheingold zu Richard Wagners Oper gewann, finanzierte sie sich das Schauspielstudium in New York am Lee Strasberg Theatre and Film Institute. Ihre Diplomarbeit ist im Archiv des Hauses Wahnfried in Bayreuth zu sehen.
Ihre Schauspielkarriere begann sie mit einer kleinen Rolle am Stadttheater Trier, bekam dann ihre erste Hauptrolle für die TV-Dokumentation C 14 – Vorstoß in die Vergangenheit als Römische Herrscherin und sprach für den Radiosender RPR einen Werbespot. Vor ihrem Auslandsaufenthalt wurde sie von der Bühnen- und Fernseh-Schauspielerin Karyn von Ostholt gefördert.
Angele wirkte in deutschen TV-Produktionen mit, wie etwa in der Comedyserie Nikola als Schwester Elke, als Tennislehrerin Gaby Hoffmann in Verbotene Liebe, in der Krimireihe Wilsberg oder auch in der 300. Jubiläumsfolge der ZDF-Serie SOKO Köln, in der sie die Titelrolle und das Mordopfer, die irische Gastwirtin Maureen O’Brien, verkörperte, sowie in internationalen Kino- und TV-Produktionen, in der sie in der jeweiligen Landessprache agiert. Die UK-Produktion Salome gewann mehrere Preise in der Kategorie „Bester Kurzfilm“ und wurde offiziell auch vom Cannes-Filmfestival ausgewählt. In der Türkei besetzte Korhan Yurtsever die türkisch-sprechende Schauspielerin Karin Angele in seiner TRT-Filmproduktion Koyverdin Gittin Beni in einer Schlüsselrolle. Karin Angele spielt in dem Film den Part einer mit einem Türken verheirateten Deutschen, die trotz erschwerter Voraussetzungen eine Familienzusammenführung einfädelt.
Angele unterrichtete 1995, noch während ihres Studiums in Trier, an der Europäischen Akademie für Bildende Kunst Trier figürliche Malerei und Aktzeichnen. Sie war 1997 Gründungsmitglied der Freien Kunstakademie Artefact in Bonn und unterrichtet dort seither. Überdies war sie acht Jahre lang Dozentin an der Alanus-Hochschule in Alfter.

## Filmografie (Auswahl)
- 1998: Schimanski – Sehnsucht (TV-Filmreihe)
- 2001: Verbotene Liebe (TV-Serie)
- 2003: Wilsberg (Fernsehreihe)
- 2004: Ohne Worte – Bastian Pastewka
- 2008: Parallelparty
- 2014: Salome (Kinokurzspielfilm)
- 2015: Koyverdin Gittin Beni (Kinospielfilm)
- 2017: Alborotadores – Belalilar (Kinospielfilm)
- 2017: SOKO Köln – 300. Folge (TV-Serie)
- 2018: Unser Sandmännchen – Die Moffels – 3. Staffel